# たたらリハビリテーション病院
たたらリハビリテーション病院（たたらリハビリテーションびょういん）は、公益社団法人福岡医療団が福岡県福岡市東区八田に設置する病院。

## 概要
199床緩和ケア病棟(21床)、障害者施設等病棟(48床)、療養型病棟(82床)、地域包括ケア病棟(48床)を備える。公益財団法人日本医療機能評価機構認定病院(評価結果は3rdG:Ver.2.0(4回目,2019年12月6日認定,2024年9月26日認定有効期限))。⽇本緩和医療学会認定研修施設。全日本民主医療機関連合会(民医連)に加盟している。

## 診療科
- 内科[4]
- 神経内科[4]
- リハビリテーション科[4]
- 歯科[4]
- 矯正歯科[4]
- 小児歯科[4]
- 歯科口腔外科[4]
- リンパ浮腫センター[5]
  - リンパ浮腫に対して、専門スタッフが治療を行う。
- パーキンソン外来[6]
  - 千鳥橋病院(同一法人)の神経内科医師の専門外来となる。
  - パーキンソン病でのリハビリを希望する患者にマンツーマンで状態に応じた動作訓練・筋力訓練・バランス訓練等を行う[6]。

## 医療機関の認定
- 保険医療機関[4]
- 労災保険指定医療機関[4]
- 生活保護法指定医療機関(中国残留邦人等の円滑な帰国の促進並びに永住帰国した中国残留邦人等及び特定配偶者の自立の支援に関する法律(平成6年法律第30号)に基づく指定医療機関を含む。)[4]
- 原子爆弾被害者一般疾病医療取扱医療機関[4]

## 差額ベッド代について
病院の理念により、差額ベッド料（個室料）を徴収していない。

## 交通アクセス
- JR香椎線「土井駅」より徒歩約20分[8]
- JRバス博多駅交通センター3F33番のりばから直方線バス約25分「多々良農協前」停留所より徒歩1分[8]
- 西鉄バス72c・77・78・79番番乗車、「多々良中央中学校前」停留所下車[8]
- 巡回バスを病院が運行している。(詳細：外部リンク)

## 周辺
- 福岡市立多々良中央中学校
- 多々良簡易郵便局
- サニー八田店